# HD133720
HD133720 — хімічно пекулярна зоря спектрального класу
F1 й має видиму зоряну величину в смузі V приблизно 10,0.